# August von Mackensen
Anton Ludwig Friedrich August Mackensen (conocido como August von Mackensen; 6 de diciembre de 1849 - 8 de noviembre de 1945) fue un militar alemán con el grado de mariscal. Ejerció papeles de mando durante la Primera Guerra Mundial, convirtiéndose en uno de los más importantes líderes militares de Alemania durante este período.

## Biografía
Anton Ludwig Friedrich August Mackensen nació el 6 de diciembre de 1849 en Haus Leipnitz, Sajonia (Alemania), hijo de Louis y Marie Louise Mackensen.
Antes de entrar en el Ejército estudió Agronomía en la Universidad de Halle, aunque sin llegar a concluir los estudios.

### Trayectoria militar
En 1869 se alistó para cumplir el servicio militar como voluntario en el 2.º Regimiento de Húsares, en Leszno. Durante la guerra franco-prusiana (1870-1871) fue ascendido a subteniente, siendo además propuesto para la concesión de la Cruz de Hierro de segunda clase.
Tras la victoria prusiana y después de un nuevo período universitario, también en Halle, Mackensen entró definitivamente en el Ejército en 1873, siendo destinado a su antiguo regimiento.
En 1891 fue destinado al Estado Mayor del Ejército, en la capital, Berlín, donde recibió las influencias del nuevo jefe del mismo, Alfred von Schlieffen. Cuando Schlieffen pasó a situación de reserva en 1906, el nombre de Mackensen sonó como el de su posible sucesor, pero se prefirió nombrar para el cargo a von Moltke. En 1898 fue nombrado ayudante de campo del káiser Guillermo II de Alemania, y en 1901 quedó al mando de la Brigada de Húsares de la Guardia.
Al estallar la Primera Guerra Mundial en agosto de 1914 tras el Atentado de Sarajevo, Mackensen se encontraba al mando del XVII Cuerpo de Ejército (desde 1908), adscrito al 8.º Ejército mandado por Maximilian von Prittwitz y posteriormente por Paul von Hindenburg, y tomó parte en las batallas de Gumbinnen y Tannenberg. En el mismo año de 1914 toma el mando del recién constituido 9.º Ejército, recibiendo además la orden Pour le Mérite por las actuaciones de su Ejército en la zona de Lodz y Varsovia. Entre abril y octubre de 1915 Mackensen se encuentra en la Galitzia austríaca al mando del 11.º Ejército, contribuyendo a la toma de Przemysl y Lemberg.
En octubre de 1915 Mackensen fue puesto al mando de una campaña conjunta de los ejércitos de las Potencias Centrales contra Serbia (la llamada Campaña de Serbia de 1915), logrando finalmente doblegar la resistencia tenaz del ejército serbio. Tras haber avanzado sobre Belgrado, erigió un monumento a los soldados serbios caídos heroicamente en defensa de la ciudad, pronunciando estas palabras: «Hemos combatido contra un ejército del cual sólo habíamos escuchado cuentos de hadas».
Durante 1916 participó en una campaña contra el Reino de Rumania, a las órdenes de Erich von Falkenhayn (la llamada Campaña de Rumania de 1916). Mackensen estaba al mando de un ejército de tipo multinacional, formado por soldados búlgaros, otomanos y alemanes, con los que llevó a cabo una brillante campaña.
Tras la exitosa campaña en Rumania fue condecorado con la Schwarzer Adler (Águila Negra), la más alta condecoración otorgada por el rey de Prusia, y ascendido a mariscal de campo.
Desde 1917 y hasta el final de la guerra estuvo a cargo del Gobierno militar alemán en Rumania. Su última campaña en combate fue el intento de destruir al reorganizado ejército rumano (tras rechazar la Ofensiva Kerensky), pero el intento fracasó (batalla de Marasesti), con fuertes pérdidas para ambos bandos. Al final de la guerra fue hecho prisionero en Hungría por las tropas francesas del general Louis Franchet d'Esperey, siendo internado como prisionero de guerra hasta su puesta en libertad en diciembre de 1919.

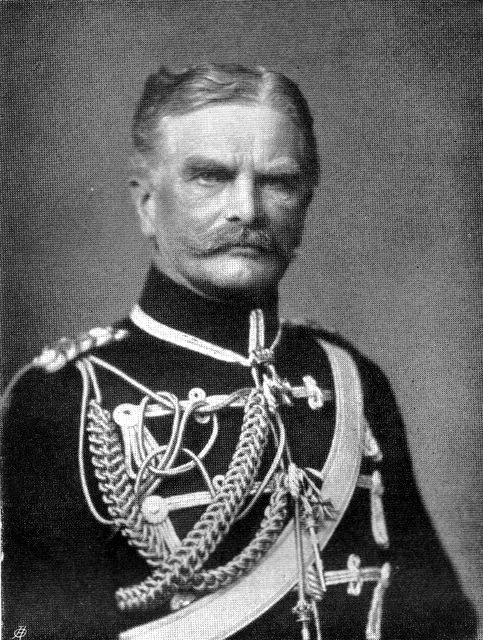
August von Mackensen.

En 1920 Mackensen dejó el ejército. Aun siendo contrario al establecimiento del nuevo régimen republicano (la República de Weimar), quiso evitar el lanzamiento público de una campaña de disensiones. No obstante, cambió de idea en 1924 y utilizó su propia imagen pública como héroe de la Primera Guerra Mundial para apoyar a los grupos monárquicos de ideología profundamente conservadora. Se convirtió entonces en un activo participante en las organizaciones y asociaciones de tipo militarista y parafascista, como el Stahlhelm, Bund der Frontsoldaten o la Sociedad Schlieffen.
Durante las elecciones generales alemanas de 1932 apoyó a von Hindenburg contra Hitler, pero tras la llegada de este al poder, Mackensen se convirtió en un visible sostén (aunque realmente solo simbólico) del nacionalsocialismo. Sin embargo, protestó contra los asesinatos por parte de los nazis de los generales Ferdinand von Bredow y Kurt von Schleicher durante la Noche de los cuchillos largos en 1934, así como contra las atrocidades cometidas ya desde principios de la Segunda Guerra Mundial durante la Invasión alemana de Polonia de 1939, hasta el punto de que, a principios de los años cuarenta, Hitler y Goebbels sospecharon de su deslealtad, aunque no tomaron ninguna decisión al respecto.
Mackensen se mantuvo hasta el final como un convencido monárquico, lo que se puso de manifiesto, por ejemplo, con su asistencia a los funerales del último Kaiser Guillermo II en 1941, celebrados en el exilio en la Holanda ya ocupada por las tropas alemanas.
Falleció el 8 de noviembre de 1945, recién terminada la Segunda Guerra Mundial, a la edad de 95 años, tras haber vivido en la "Vieja Prusia", el Imperio alemán, la República de Weimar, la Alemania Nazi y la ocupación militar aliada en la posguerra.